# Jocul lui Ender (povestire)
"Jocul lui Ender" (titlu original Ender's Game) este o povestire scrisă de Orson Scott Card. A apărut pentru prima dată în numărul din august 1977 al revistei Analog, fiind dezvoltată ulterior în romanul Jocul lui Ender. Deși constituie fundația seriei Jocul lui Ender, povestirea nu se încadrează exact în universul Jocului lui Ender, existând o serie de discrepanțe între ea și acesta.
În românește povestirea a fost publicată în numărul 498 din 1993 al Colecției de povestiri științifico-fantastice, în traducerea lui Mihai-Dan Pavelescu.

## Intriga
Povestea începe în momentul în care Ender devine comandant al Armatei Dragon în cadrul Școlii de Luptă, o instituție menită să transforme copiii în comandanți militari capabili să lupte în următorul război interstelar împotriva unui inamic nespecificat. Armatele sunt formate din elevi care luptă în condiții de gravitație zero, fiind împărțite în plutoane. Datorită geniului de conducător al lui Ender, Armata Dragon ajunge să domine competiția, în ciuda tentativelor profesorilor de a le pune piedici. După a nouăsprezecea victorie consecutivă, Ender este anunțat că Armata lui va fi desființată, foștii săi șefi de pluton fiind promovați la statulul de comandant, în timp ce el urmează să fie transferat la Școala de Comandă pentru a trece la nivelul următor de pregătire.
Acolo, veteranul Mazer Rackham îl învață să folosească un simulator de bătălii spațiale. În cele din urmă, mulți dintre foștii săi șefi de pluton sunt aduși din nou sub comanda sa. Odată familiarizați cu simulatorul, ei încep să se lupte cu un inamic controlat de calculator. Echipa lui Ender învinge continuu, distrugând în cele din urmă o planetă pe care părea să o protejeze flota inamică.
După terminarea bătăliei, Mazer îl informează pe Ender că toate bătăliile au fost de fapt reale, ordinele copiilor fiind transmise flotei actuale, ajutând-o să distrugă planeta de baștină a inamicului și punând capăt războiului.

## Personaje

### Copii
- Ender Wiggins - comandantul Armatei Dragon
- Bean - șef de pluton în Armata Dragon și la Școala de Comandă
- Ren - șef de pluton în Armata Dragon
- Petra - comandantul Armatei Phoenix și șef de pluton la Școala de Comandă
- Brian - șef de pluton în Armata Dragon
- Wins - șef de pluton în Armata Dragon și la Școala de Comandă
- Younger - șef de pluton în Armata Dragon și la Școala de Comandă
- Lee - șef de pluton la Școala de Comandă
- Vlad - șef de pluton la Școala de Comandă
- Carn Carby - comandantul Armatei Iepure
- Pol Slattery - comandantul Armatei Leopard
- William Bee - comandantul Armatei Grifon

### Adulți
- Colonelul Graff
- Locotenentul Anderson
- Locotenentul Morris
- Maezr Rackham
- Profesorii de la Școala de Comandă - nu sunt nominalizați
- Medicul Școlii de Comandă - nu e nominalizat
- Observatorii bătăliei finale - nu sunt nominalizați

## Legătura cu romanul
Povestirea a fost extinsă ulterior, devenind romanul Jocul lui Ender. Deși acțiunea principală este aceeași, romanul aduce multe elemente originale.
Romanul furnizează o istorie detaliată a lui Ender și a conflictului interstelar cu gândacii. De partea ei, povestirea nu furnizează nicio istorie. Ender nu are nicio amintire legată de perioada anterioară Școlii de Luptă și nici o legătură cu lumea de afară. Nici chiar planeta sau specia sa nu sunt numite - termenii "Pământ" și "om" nu apar deloc. Dușamnul rămâne fără nume și chip.
În roman, Școala de Luptă este o stație spațială de pe orbita Pământului, iar Școala de Comandă se află în interiorul asteroidului Eros. În povestire, prima este o clădire obișnuită, iar cea de-a doua o stație spațială orbitală. De asemenea, există o diferență între armele folosite în camerele de luptă.
Numele lui Ender a fost schimbat din "Wiggins" în "Wiggin", iar cel al "profesorului" său din "Maezr" în "Mazer".
Câteva personaje sunt schimbate. Antagonistul Bonzo Madrid îl înlocuiește pe Pol Slattery în rolul comandantului care pierde în fața lui Ender într-o luptă necinstită, în timp ce Carn Carby devine un personaj mult mai de treabă. În roman, după ce Carn Carby pierde, Ender remarcă faptul că Carn Carby este unul dintre puținii care pot fi denumiți ființe umane. Când Bean devine conducătorul Armatei Iepure în povestire, Ender spune: "Cum de te pot subordona idiotului ăla de Carby?!", în timp ce în roman are cuvinte de laudă la adresa lui.
Ultimul capitol al romanului servește drept element de legătură cu Vorbitor în numele morților.

## Vezi și
- 1977 în științifico-fantastic